# Edward Smith-Stanley, 14. jarl af Derby
Edward Geoffrey Smith-Stanley, 14. jarl af Derby KG, PC (født 29. marts 1799, død 23. oktober 1869) var en britisk konservativ politiker. Han var britisk premierminister tre gange. Han er den konservative partileder, der har siddet længst. 

## Forældre
Han var søn af Charlotte Margaret Hornby (datter af pastor Geoffrey Hornby) og Edward Smith-Stanley, 13. jarl af Derby KG  (1775 –1851). 
Faderen var medlem af Underhuset i 1796 – 1832 og af Overhuset i 1832 – 1851. Faderen var naturforsker (zoolog), og papegøjearten The Lord Derby's Parakeet (Psittacula derbiana) er opkaldt efter ham.  Faderen var også præsident for Linnéselskabet i London.

## Ægteskab
Edward Smith-Stanley giftede sig med Emma Caroline Bootle-Wilbraham, datter af Edward Bootle-Wilbraham, 1. Baron Skelmersdale (1771 – 1853).
Parret fik tre børn:
- Edward Stanley, 15. jarl af Derby KG, PC, FRS (1826 – 1893), udenrigsminister i 1866 – 1868 og 1874 – 1878.
- Frederick Stanley, 16. jarl af Derby KG, GCB, GCVO, PC (1841 – 1908), kendt som Baron Stanley af Preston fra 1886, krigsminister 1878 – 1880, koloniminister 1885 – 1886, generalguvernør i Canada 1888 – 1893. Han lagde navn til Stanley Cup i den nordamerikanske ishockeyliga.
- Lady Emma Charlotte Stanley (død 1928), gift med den ærede Wellington Patrick Manvers Chetwynd-Talbot (1817-1898), der var søn af Charles Chetwynd-Talbot, 2. jarl Talbot (1777 – 1849).

## Konservativ partileder
I 1828 – 1834 var Arthur Wellesley (øverstkommanderende i Slaget ved Waterloo i 1815) den sidste leder af Tory-partiet. 
Edward Smith-Stanley var den anden leder af det konservative parti. Han var partileder i 1846–1868, og han er den af partiets ledere, der har siddet længst. 
Edward Smith-Stanleys forgænger som partileder var Robert Peel, der var ledede de konservative i 1834 – 1846. Edward Smith-Stanleys efterfølger var Benjamin Disraeli, der var partileder i 1868 – 1881.  

## Premierminister
Edward Smith-Stanley var premierminister i februar – december 1852, i 1858 – 1859 og i 1866 – 1868.

## Andre ministerposter
Edward Smith-Stanley har været krigs- og koloniminister samt minister for Irland. Desuden har han haft poster som viceminister.

## Medlem af parlamentet
Edward Smith-Stanley var medlem af Underhuset i 1822 – 1844. 
Fra 1822 til 1837 repræsenterede han Whig-partiet. Derefter blev han konservativ.
Han var medlem af Overhuset i 1844–1869. 